# Gustav Hauser

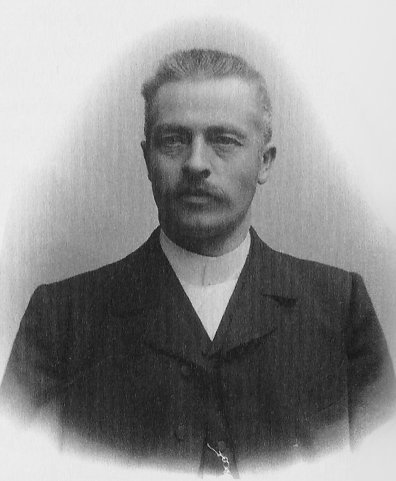
Gustav Hauser, um 1900

Gustav Hauser (* 13. Juli 1856 in Nördlingen; † 30. Juni 1935 in Erlangen) war ein deutscher Pathologe und Bakteriologe.

## Leben und Wirken
Hauser studierte Medizin in München und Erlangen, wo er promoviert wurde. Nach weiterer Ausbildung in Leipzig und Wien habilitierte er sich 1883 und arbeitete als Assistent in Erlangen. 1895 wurde er als Nachfolger Friedrich Albert von Zenkers Lehrstuhlinhaber für Pathologie.
Er führte Studien über Fäulnisbakterien durch und wurde 1892 bekannt durch die Entdeckung der eine Rolle bei jauchig-phlegmonösen Entzündung spielenden Bakterien Proteus mirabilis und Proteus vulgaris. Für eine im Jahr 2000 erstbeschriebene Bakterienart wurde das Epitheton ihm zu Ehren gewählt, es handelt sich um Proteus hauseri. Nach ihm ist in Erlangen die Gustav-Hauser-Straße benannt.
Während seines Studiums wurde er Mitglied der Burschenschaft Germania Erlangen. Die Abschiedsvorlesung des Erlanger Pathologen behandelte das die Bedeutung der Morphologie für die Auffassung des Krankheitsbegriffes, bestätigte die These des Heidelberger Anatomen und Pathologen Paul Ernst, dass für die Erfassung des Lebendigen ein morphologisches Bedürfnis bestehe und erschien 1929 in Münchener Medizinische Wochenschrift.
Der spätere Physiker Friedrich Hauser und der spätere Generalleutnant Wolfgang Hauser waren seine Söhne. Er war auch noch Vater zweier Töchter.

## Schriften (Auswahl)
- Beitrag zur Genese des primären Scheidensarcoms. Erlangen 1882, OCLC 20187796 (Dissertation Universität Erlangen 1881, 23 Seiten).
- Friedrich Daniel von Recklinghausen. Gedächtnisrede, gehalten in der Sitzung vom 30. November 1910. In: Sitzungsberichte der Physikalisch-medizinischen Sozietät in Erlangen. Band 42, 1910, S. 1–10.